# Crapatalus angusticeps
Crapatalus angusticeps is een straalvinnige vissensoort uit de familie van zuidelijke zandvissen (Leptoscopidae). De wetenschappelijke naam van de soort werd voor het eerst geldig gepubliceerd in 1874 door Hutton.